# Sun Wei
Sun Wei (chineză: 孙伟 Sūn Wěi) (n. 27 octombrie 1992, Xuzhou, Republica Populară Chineză) este un scrimer chinez specializat pe sabie, laureat cu bronz individual la Jocurile Asiatice din 2014.
S-a calificat la Jocurile Olimpice de vară din 2016 de la Rio de Janeiro, fiind unul din cei doi mai bine clasați din zona Asia-Oceania.
| An  | 2010 | 2011 | 2012 | 2013 | 2014 | 2015 |
| --- | ---- | ---- | ---- | ---- | ---- | ---- |
| Loc | 237  | _    | _    | 76   | 37   | 38   |

## Legături externe
- zh  Prezentare Arhivat în 12 mai 2016, la Wayback Machine. la Federația Chineză de Scrimă
- en Sun Wei la Olympedia.org